# Antisymmetrisk relation
Inom matematiken är en antisymmetrisk relation en binär relation R för element i en mängd X för vilken det alltid gäller att den omvända relationen inte gäller om elementen är olika, eller med matematisk notation:
{\displaystyle \forall \,a,b\in X,\ a\ R\ b\land b\ R\ a\Rightarrow \;b=a}
Exempelvis är relationen "mindre eller lika med" ("≤") en antisymmetrisk relation.
Motsatsen till en antisymmetrisk relation är inte en symmetrisk relation (a R b implicerar b R a). Det finns relationer som är 
- både symmetriska och antisymmetriska (lika med)
- varken är symmetriska eller antisymmetriska
- symmetriska men inte antisymmetriska ("lika med, modulo n")
- antisymmetriska men inte symmetriska (större än eller lika med)
- antisymmetriska men inte symmetriska (delbarhet)